# Súl Ad Astral
Súl Ad Astral ist ein im Jahr 2012 gegründetes Musikprojekt, welches vom neuseeländischen Musiker Stephen Fortune und dem US-amerikanischen Sänger Michael Rumple ins Leben gerufen wurde.

## Geschichte
Der neuseeländische Multiinstrumentalist Stephen Fortune und der US-amerikanische Sänger Musiker Michael Rumple gründeten Súl Ad Astral im Jahr 2012 in der Stadt Dunedin. Es folgte die Herausgabe eines Demos, das Allure heißt und ein Stück beinhaltet. Noch im Gründungsjahr folgte das nach dem Projekt betitelte Debütalbum, welches über das chinesische Label Pest Productions veröffentlicht wurde. Auch das zwei Jahre später veröffentlichte zweite Album namens Afterglow wurde über Pest Productions herausgegeben, ehe das Projekt bei Flowing Downward, einem Tochterlabel des italienischen Metal-Labels Avantgarde Music unterschrieb und dort ihr drittes Werk Oasis verlegte. Die EP Heritage, die lediglich aus dem gleichnamigen, 20-minütigen Lied besteht, erschien 2021 ebenfalls bei Flowing Downward.
Rumple ist überdies Session-Musiker beim russischen Metal-Projekt Skyforest von Bogdan Makarow.

## Musikstil
Verglichen wird die Musik von Súl Ad Astral mit Vertretern des Blackgaze wie Amesoeurs, Lantlôs und Agalloch, deren Musik auf dem Black Metal fußt und mit Elementen des Post-Rock vermischt wird. Vergleichsweise wurden auch musikalische Referenzen zu My Vitriol sowie zu Mörk Gryning und Dissection herangezogen.

## Diskografie
- 2012: Allure (Demo, Eigenveröffentlichung)
- 2012: Súl Ad Astral (Album, Pest Productions)
- 2014: Afterglow (Album, Pest Productions)
- 2018: Oasis (Album, Flowing Downward)
- 2021: Heritage (EP, Flowing Downward)